# Moorkienwurzel

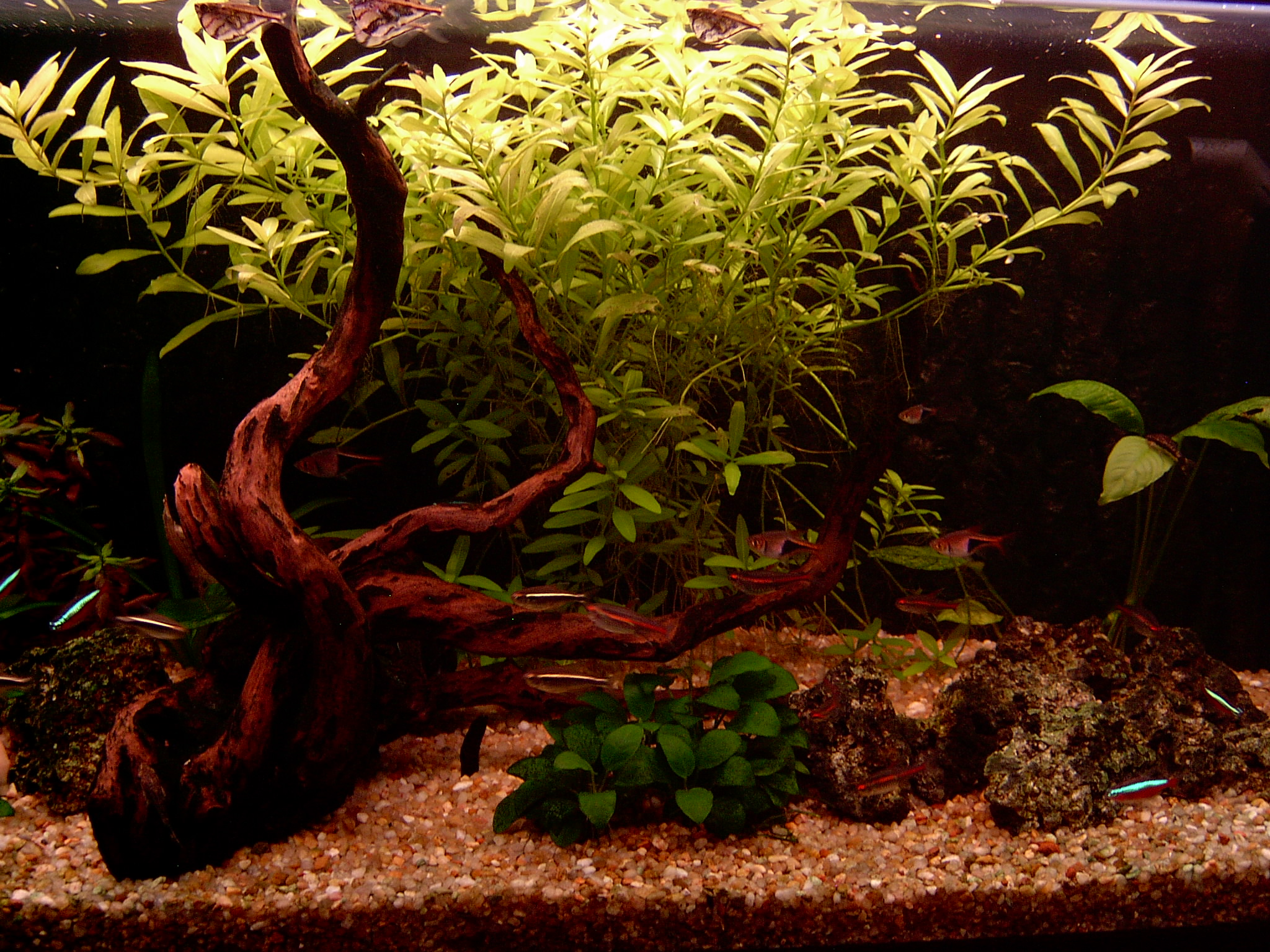
Moorkienwurzel

Die Moorkienwurzel, auch Moorkienholz genannt, gehört zum klassischen Dekorationsmaterial im Aquarium. Verwendet wird sie nur im Süßwasseraquarium. Für ein Meerwasseraquarium ist sie wie alle Holzarten ungeeignet.
Bei Moorkienholz handelt es sich um die Reste toter Baumwurzeln oder Äste, die eine Reihe von Jahren im Moor lagen. Das Holz wird durch diese Lagerung in Torfmooren mit Huminsäuren imprägniert. Dies hat u. a. zur Folge, dass das Holz im Aquarium im Gegensatz zu den meisten anderen Holzarten nicht fault. Außerdem schwimmen Moorkienwurzeln i. d. R. nicht, wenn sie nicht zu lange Zeit austrocknen. Moorkienwurzeln setzen im Aquarium in der Regel Gerbstoffe frei und färben dabei das Wasser bräunlich. In einem Amazonasaquarium ist dieser Effekt durchaus erwünscht. Er entspricht den natürlichen Lebensbedingungen der in einem solchen Aquarium gepflegten Fischarten. Um eine zu große Freigabe von Gerbsäuren zu verhindern, wässern einige Aquarianer das Holz zunächst einige Tage bis Wochen.